# Gorges de l'Aveyron
Les gorges de l'Aveyron sont des gorges en France formées par l'Aveyron, affluent du Tarn, entre Bruniquel en Tarn-et-Garonne et Villefranche-de-Rouergue dans l'Aveyron. Le tronçon médian entre Saint-Antonin-Noble-Val et Laguépie est toutefois moins encaissé.
Avec la vallée de la Vère, les gorges constituent un site naturel inscrit le 19 février 1985.
C'est depuis 2018 un grand site de la région Occitanie.

## Activités

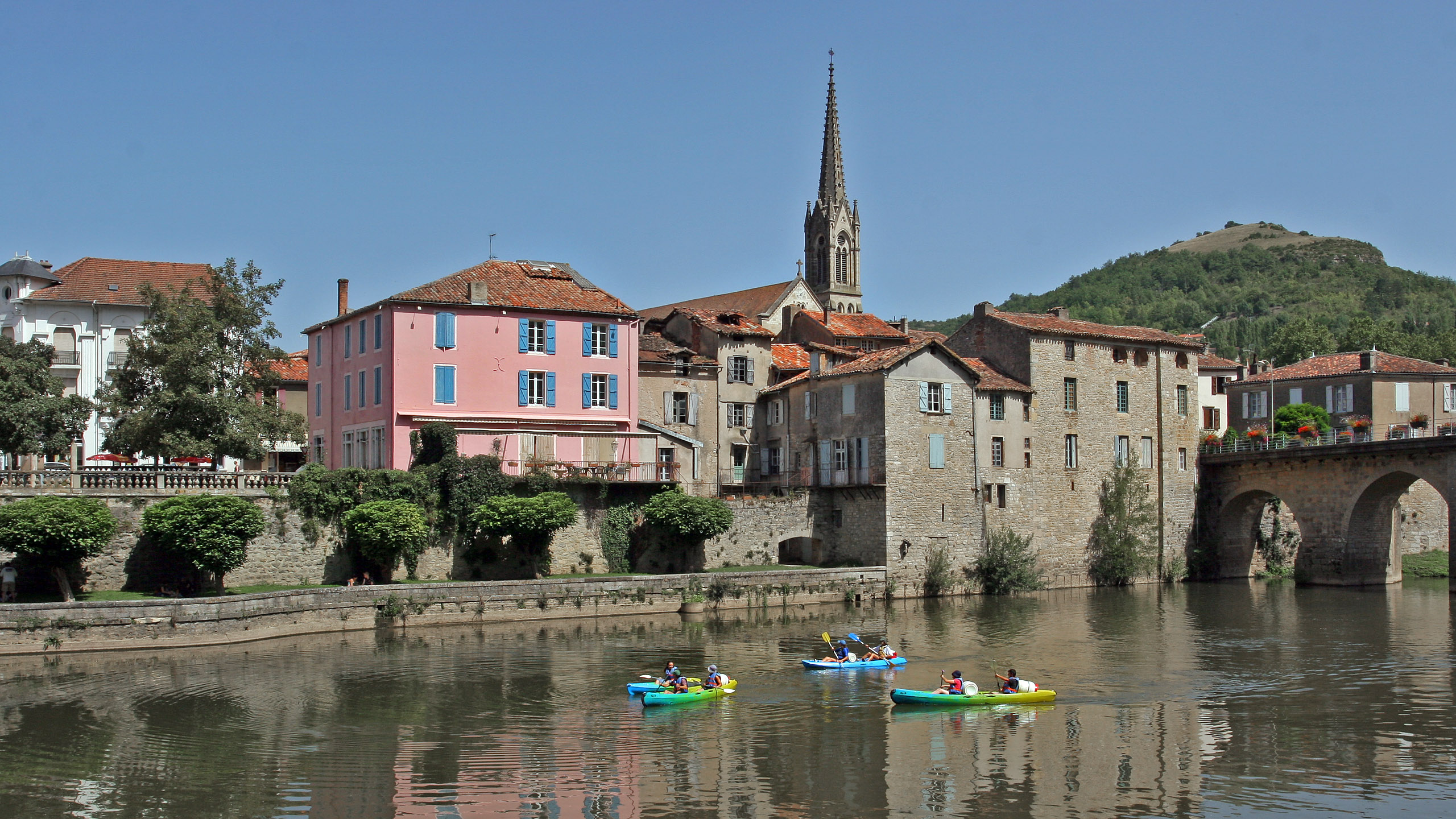
Saint-Antonin-Noble-Val

### Canoë-kayak
Le parcours des gorges est organisé depuis Saint-Antonin-Noble-Val.

### Cyclotourisme
Les véloroutes des gorges de l’Aveyron constituent un itinéraire pour cyclotouristes confirmés empruntant des routes à faible trafic et à la signalétique dédiée.